# 特遣軍團
特遣軍團是德意志帝國與納粹德國陸軍使用的一種臨時編制形式，主要用於指揮特定戰區內殘破的軍團級、軍級部隊。名義上，特遣軍團下屬統籌1至2個軍團單位，但缺少正規軍團擁有的「軍團高等司令部」。特遣軍團通常以指揮者的姓氏或所在地域命名，甚至有時僅賦予一個字母。長期存在的特遣軍團有些會升級為正式的軍團。

## 列表

### 第一次世界大戰
- A特遣軍團：原「法爾肯豪森特遣軍團」（Armeeabteilung Falkenhausen），取自其司令路德維希·馮·法爾肯豪森（英语：Ludwig von Falkenhausen）
- B特遣軍團：原「蓋德特遣軍團」（Armeeabteilung Gaede），取自其司令漢斯·蓋德
- C特遣軍團：原「斯特蘭茨特遣軍團」（Armeeabteilung Strantz），取自其司令赫爾曼·馮·斯特蘭茨（英语：Hermann von Strantz）
- D特遣軍團：原「斯科爾茨特遣軍團」（Armeeabteilung Scholtz），取自其司令弗里德里希·馮·斯科爾茨（英语：Friedrich von Scholtz）
- 格羅瑙特遣軍團（英语：Armee-Abteilung Gronau）：取自其司令漢斯·馮·格羅瑙
- 勞恩斯坦特遣軍團：取自其司令奧托·馮·勞恩斯坦
- 馬肯森特遣軍團：取自其司令奧古斯特·馮·馬肯森
- 謝費爾特遣軍團：取自其司令萊茵哈德·馮·謝費爾-波亞德（英语：Reinhard von Scheffer-Boyadel）
- 沃爾什特遣軍團：取自其司令雷穆斯·馮·沃伊爾施

### 第二次世界大戰
- A特遣軍團（法语：Détachement d'armée A (Wehrmacht)）：建於1939年德國與荷蘭邊境，後改編為南部與波蘭邊防司令部
- 弗雷特-皮科特遣軍團：取自其司令馬克西米利安·弗雷特-皮科（英语：Maximilian Fretter-Pico），建於1942年南俄地區，原第30軍，後又再度改編為第30軍
- 格拉瑟特遣軍團（法语：Détachement d'armée Grasser）：取自其司令安東·格拉瑟，建於1944年波羅的海，原「納爾瓦特遣軍團」，後改編為「克雷菲爾特遣軍團」
- 霍利特特遣軍團：取自其司令卡爾-阿道夫·霍利特，建於1942至1943年南俄與烏克蘭地區，原第17軍，後改編為第6軍團
- 肯夫特遣軍團：取自其司令沃爾納·肯夫，建於1943年烏克蘭，原「蘭茨特遣軍團」，後改編為第8軍團
- 克雷菲爾特遣軍團（法语：Détachement d'armée Kleffel）：取自其司令菲利普·克雷菲爾（英语：Philipp Kleffel），建於1944年波羅的海，原「格拉瑟特遣軍團」，後改編為第25軍團
- 蘭茨特遣軍團（法语：Détachement d'armée Lanz）：取自其司令胡貝特·蘭茨，建於1943年烏克蘭，原義大利第8軍團和B集團軍殘部，後改編為「肯夫特遣軍團」
- 馮·呂特維茨特遣軍團（法语：Détachement d'armée von Lüttwitz）：取自其司令海因里希·馮·呂特維茨，建於1945年魯爾地區，原第47裝甲軍
- 納爾維克特遣軍團（法语：Détachement d'armée Narvik）：組建於1944年挪威，原第19山地軍
- 納爾瓦特遣軍團（法语：Armeegruppe Narwa）：建於1944年波羅的海，原「斯波海默集群」（司令奧托·斯波海默），後改編為「格拉瑟特遣軍團」
- 荷蘭特遣軍團（法语：Armee-Abteilung Niederlande）
- 桑蘭特遣軍團（法语：Détachement d'armée Samland）：建於1945年東普魯士，原第28軍，後改編為第28軍
- 塞爾維亞特遣軍團（法语：Détachement d'armée Serbie）：建於1944年波羅的海，原東南佔領軍司令部
- 馮·贊根特遣軍團（法语：Détachement d'armée von Zangen）：取自其司令古斯塔夫·馮·贊根（英语：Gustav-Adolf von Zangen），於1944年義大利組建，原第87軍，後改編為「利古里亞軍團（德语：Armee Ligurien）」

## 註解
1. ↑  在中國大陸文獻中亦常譯作「集团军級支队」。